# Bionicle 2: Legends of Metru Nui
Bionicle 2: Legends of Metru Nui este cel de-al doilea film din seria Bionicle și un prequel pentru Bionicle: Mask of Light.

## Sinopsis
Victoria obținută de Toa împotriva umbrei lui Makuta este puțin sărbătorită. Locuitorii insulei Mata Nui realizează că pericolul nu s-a terminat.
Bohrok s-au trezit.
Controlați de Makuta, hoardele Bohrok "devorează" mediul dar lasă locuitorii neatinși. Fiecare Bohrok este o creatură puternică, Matoranii descoperind repede că sunt mașini conduse de voința unei Krana. Fiecare dintre cele 8 tipuri de Krana deține o putere specifică, iar bătrânii Turaga le spun celor 6 Toa că ei trebuie să colecteze fiecare tip de Krana pentru a îi distruge pe Bohrok.
În timp ce bravii Toa se chinuie să strângă Krana, Matoranii se chinuie să își protejeze orașele, găsind feluri de a lupta împotriva hoardelor Bohrok. Luptele lor disperate se complică când Krana le controlează proprii lor prieteni, Turaga și Toa.
O peșteră misterioasă, puternici și ciudați scheleți robotici, și puternicii comandanți ai hoardelor Bohrok așteaptă protectorii insulei Mata Nui.